# Landmärket

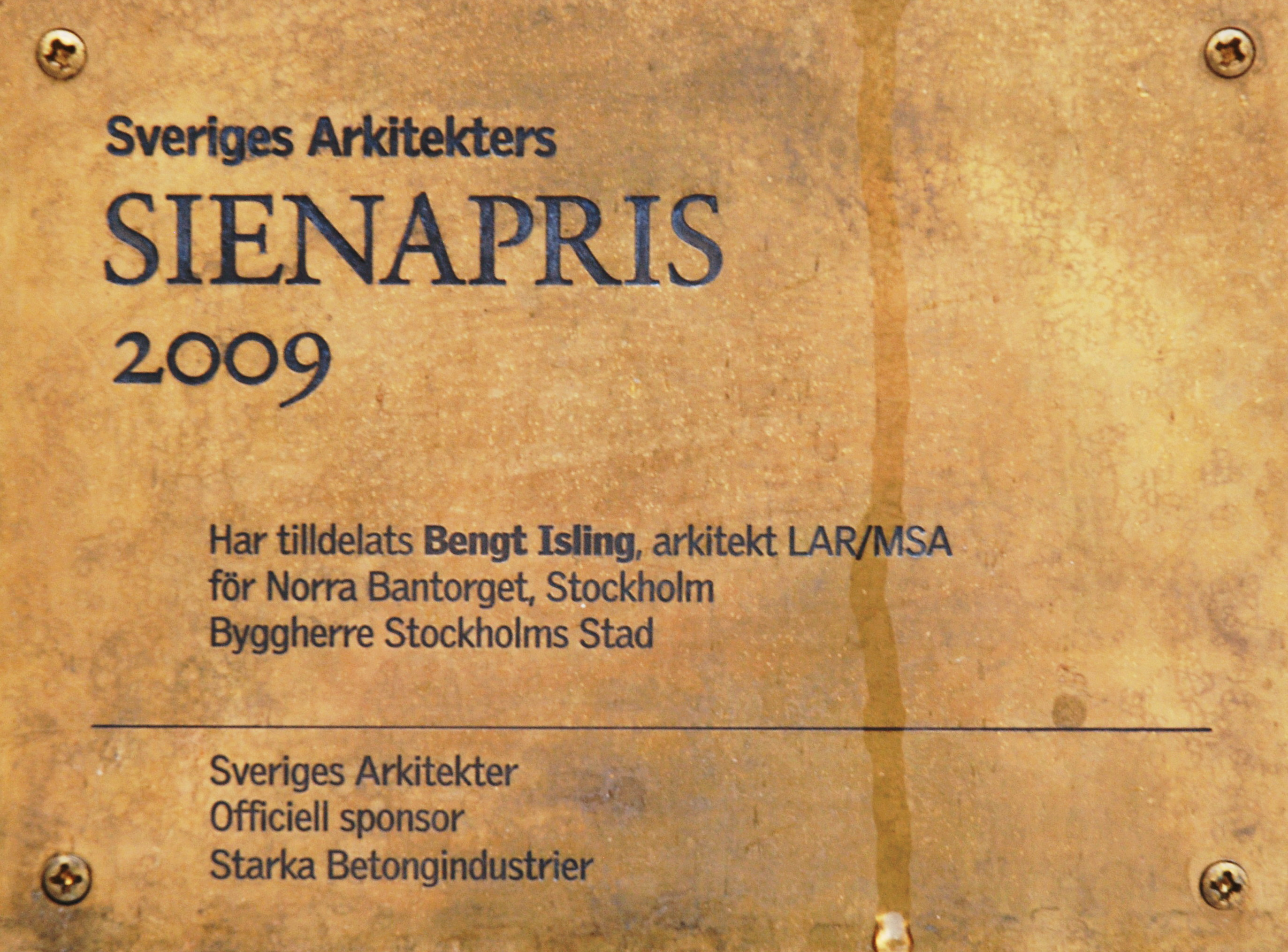
Sienapriset, plakett för 2009.

Landmärket, tidigare Sienapriset och Landskapsarkitekturpriset, är ett pris som delas ut till årets bästa landskapsarkitektur av Sveriges Arkitekter. Priset har delats ut sedan 1992 och går till en utemiljö, invigd under de senaste åren. Pristagaren får en plakett som ska sättas upp på platsen. 

## Historik
Föregångaren till priset var Siena-designpriset som mellan 1987 och 1991 delades ut av Lund-Kristianstads Cementgjuterier. Mellan åren 1992 och 2002 utdelades priset av Landskapsarkitekternas Riksförbund (LAR) som den 1 juli 2002 var med och bildade Sveriges Arkitekter. Officiell sponsor var Starka Betongindustrier (före detta Lund-Kristianstads Cementgjuterier). Sienapriset fick sitt namn efter det solfjäderformade torget Piazza del Campo i hjärtat av Siena.
Priset bytte namn till Sveriges Arkitekters pris för bästa landskapsarkitektur eller kort Landskapsarkitekturpriset vid en stadgeändring 2019. Från prisutdelningen 2022 används namnet Landmärket.

## Pristagare
| Bild                                  | År   | Objekt                                            | Ort                     | Arkitekt | Beställare                                                        |
| ------------------------------------- | ---- | ------------------------------------------------- | ----------------------- | --- | ----------------------------------------------------------------- |
|                                       | 1992 | Starrbäcksängen, Gärdet                           | Stockholm               | Landskapsarkitekt Bengt Isling på Nyréns arkitektkontor | Stockholms stad                                                   |
|                                       | 1993 | Stumholmen                                        | Karlskrona              | Ingbritt Liljekvist och Tomas Saxgård |                                                                   |
|                                       | 1994 | Hestra parkstad                                   | Borås                   | Hans Johansson |                                                                   |
|                                       | 1995 | Kvarteret Visenten, Japansk trädgård              | Malmö                   | Tommy Nordström | HSB Malmö                                                         |
|                                       | 1996 | Riddarparken vid Jakobsbergs Centrum              | Jakobsberg              | Ulf Nordfjell och Kerstin Fogelberg |                                                                   |
|                                       | 1997 | Stadsförnyelse kring Lunds stationsområde         | Lund                    | Sven Ingvar Andersson |                                                                   |
|                                       | 1998 | Yttre miljön vid Ryaverket                        | Göteborg                | Jan Räntfors |                                                                   |
|                                       | 1999 | Henry Dunkers plats                               | Helsingborg             | Bruno Östholm |                                                                   |
|                                       | 2000 | Katarina Bangata                                  | Stockholm               | Jonas Berglund |                                                                   |
|                                       | 2001 | Framtidsstaden Bo01                               | Malmö                   | Agneta Persson och Gunnar Ericson |                                                                   |
|                                       | 2002 | Resecentrum i Norrköping                          | Norrköping              | Mattias Nordström på White arkitekter |                                                                   |
|                                       | 2003 | Raoul Wallenbergs Torg                            | Stockholm               | Aleksander Wolodarski | Stockholms gatu- och fastighetskontor                             |
|                                       | 2004 | Stortorget i Kalmar                               | Kalmar                  | Adam Caruso på Caruso St John Architects, Eva Löfdahl (konstnärlig utsmyckning) | Kalmar kommun                                                     |
|                                       | 2005 | Östra Ågatan                                      | Uppsala                 | Mattias Nordström på White arkitekter | Uppsala kommun                                                    |
|                                       | 2006 | Vassparken och Observatorium i Hammarby sjöstad   | Stockholm               | Sylvia Komstad, Christina Sellberg och Jonas Berglund på Grontmij Landskapsarkitekter (Vassparken), Gunilla Bandolin (konstnär), Observatorium                                            | Stockholms markkontor (Vassparken), Konstkansliet (Observatorium) |
|                                       | 2007 | Vasaparken                                        | Stockholm               | Anders Falk och Anders Kling på Grontmij Landskapsarkitekter | Stockholms stad                                                   |
|                                       | 2008 | "Stranden" i Rosenlundsparken                     | Stockholm               | Thomas Bergstrand på Bernstrand & Co | Exploateringskontoret, Stockholms stad                            |
|                                       | 2009 | Norra Bantorget                                   | Stockholm               | Landskapsarkitekt Bengt Isling på Nyréns Arkitektkontor | Stockholms stad                                                   |
|                                       | 2010 | Sandgrundsparken                                  | Karlstad                | Thorbjörn Andersson på SWECO Architects | Karlstads kommun                                                  |
|                                       | 2011 | Stortorget i Gävle                                | Gävle                   | landskapsarkitekt Anders Jönsson och Stina Elonsson på Andersson Jönsson Landskapsarkitekter                                                                                              | Gävle kommun                                                      |
|                                       | 2012 | Hornsbergs strandpark                             | Stockholm               | Landskapsarkitekt Bengt Isling på Nyréns arkitektkontor | Stockholms kommun (Stockholms stads exploateringskontor)          |
|                                       | 2013 | Hamra nationalpark                                | Hamra                   | White arkitekter | Naturvårdsverket genom länsstyrelsen i Gävleborgs län             |
|                                       | 2014 | Brovaktarparken i Stockholm                       | Stockholm               | Landskapsarkitekt Petter Hauffman med flera | Stockholms kommun                                                 |
|                                       | 2015 | Hörsalsparken i Norrköping                        | Norrköping              | Landskapsarkitekt Joakim Malmquist | Norrköpings kommun                                                |
|                                       | 2016 | Tullhusstranden                                   | Simrishamn              | Sydväst arkitektur och landskap | Simrishamns kommun                                                |
|                                       | 2017 | Stenpiren resecentrum                             | Göteborg                | Henrik Fogelclou, Sweco Architects | Göteborgs kommun                                                  |
|                                       | 2018 | Jubileumsparken                                   | Göteborg                | Jessica Segerlund, Kristoffer Nilsson, Amelie Sandow. Akay, E.B. Itso, Le Balto, MYCKET, Mareld, Passalen, MUF Architechts, Raumlabor Berlin, Spridd, Lovely landscape, Elin Strand Ruin. | Älvstranden Utveckling, Göteborgs stad                            |
| Jaktgatan och Lövängsgatan, Stockholm | 2019 | Jaktgatan och Lövängsgatan, Norra Djurgårdsstaden | Stockholm               | AJ Landskap genom Anders Jönsson med flera | Stockholms kommun                                                 |
| Parken Paradiset i Linköping          | 2020 | Parken Paradiset                                  | Vallastaden i Linköping | 02landskap genom Ulrika Gunman med flera | Linköpings kommun                                                 |
|                                       | 2021 | Stora Torg                                        | Eslöv                   | Sydväst arkitektur och landskap | Eslövs kommun                                                     |
|                                       | 2022 | Dockanparken med Djungellekplatsen                | Helsingborg             | Krook & Tjäder arkitekter i Malmö AB | Helsingborgs stad                                                 |
|                                       | 2023 | Norrtälje Hamnpromenad                            | Norrtälje               | Sydväst arkitektur och landskap | Norrtälje kommun                                                  |

## Sveriges Arkitekters övriga priser
- Guldstolen för bästa inredning
- Kasper Salin-priset för bästa byggnad
- Sveriges Arkitekters Kritikerpris
- Sveriges Arkitekters Planpris